# Żabów
Żabów (do 1945 niem. Sabow) – wieś w Polsce położona w województwie zachodniopomorskim, w powiecie pyrzyckim, w gminie Pyrzyce.
Wieś wzmiankowana w 1327. W latach 1975–1998 miejscowość administracyjnie należała do województwa szczecińskiego.

## Zabytki
- Późnogotycki kościół z 1569, z kamienia narzutowego, w murach pozostałości ścian z XV w., rozbudowany w 1899 z zastosowaniem cegły (przedłużono nawę i dobudowano wieżę z pięciouskokowym portalem, blendami sięgającymi 2/3 wysokości elewacji nakryta dwuspadowym dachem[3]), na naczółkach wieży i szczytach nawy neogotyckie sterczyny, w środku zabytkowy, renesansowy wystrój[4]. W październiku 2013 r., w szczecińskich dziennikach ukazała się informacja, iż jeden z obrazów znajdujących się w świątyni, przedstawiający chrzest Chrystusa, jest dziełem Petra Brandla – jednego z najwybitniejszych malarzy barokowych w Europie Środkowej, zwanego „czeskim Rubensem”[5]. Za kościołem znajdują się: ruina pałacu oraz park ze stawem i starodrzewiem[6].

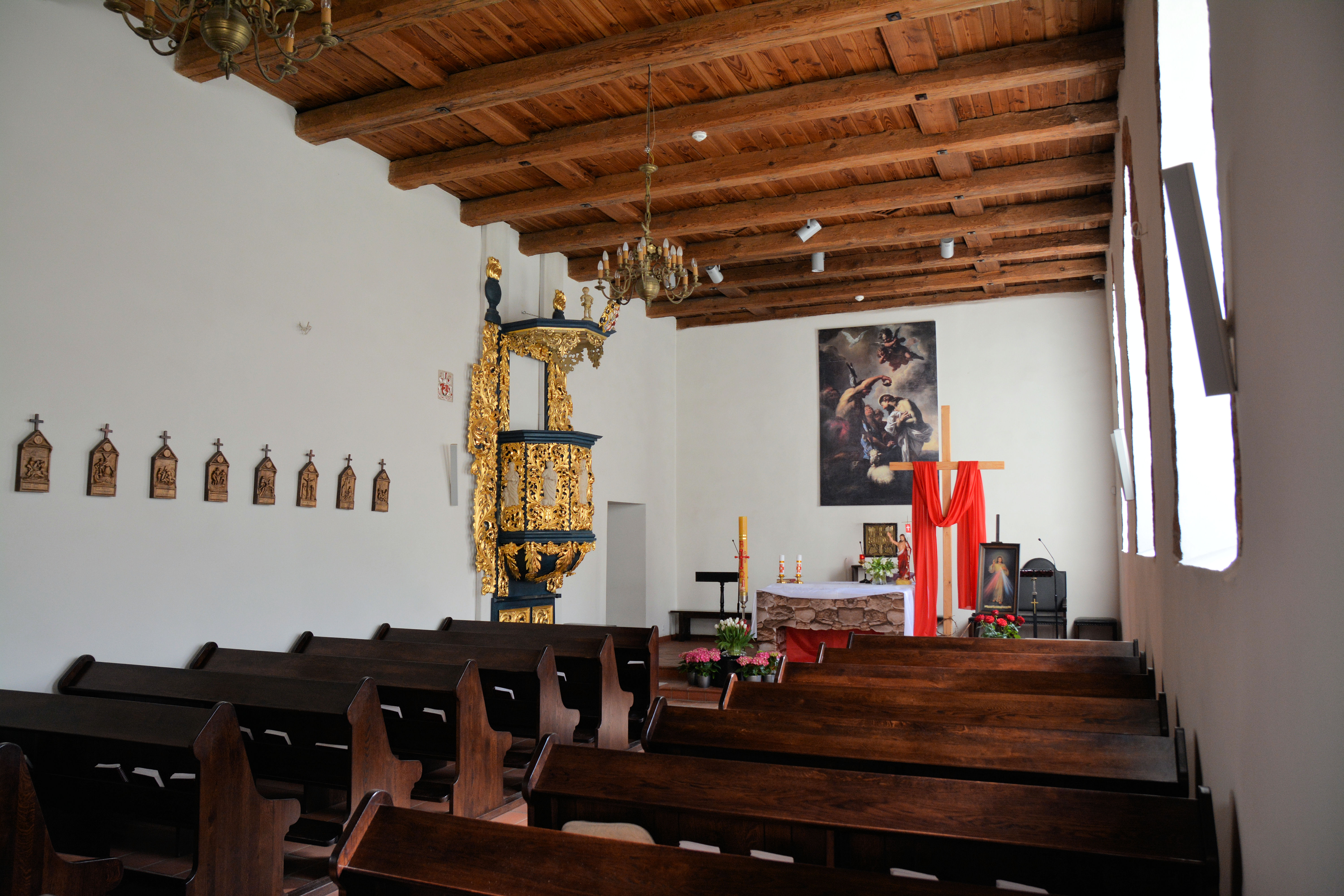
Wnętrze kościoła w Żabowie (2015 r.). Widoczna kopia obrazu Petra Brandla „Chrzest Chrystusa w Jordanie” (oryginał w konserwacji)

- park dworski, pozostałość po dworze[7].

We wsi działa jednostka ochotniczej straży pożarnej. W dniu 9 marca 2012 roku dokonano otwarcia hali widowiskowo-sportowej wraz z salami dydaktycznymi. Mieści się ona w szkole podstawowej imienia Mikołaja Kopernika.